# Maria I d'Escòcia
Maria d'Escòcia, també coneguda com a Maria Stuart (8 de desembre de 1542 - 8 de febrer de 1587) Fou reina d'Escòcia del 14 de desembre de 1542 al 24 de juliol de 1567. Única filla legítima de Jaume V i Maria de Guisa.
Va néixer sis dies abans de morir el seu pare. Quan el rei va morir, va succeir el seu pare en el tron escocès. Enric VIII d'Anglaterra proposà casar-la amb el seu fill, el futur Eduard VI, però els escocesos no ho acceptaren, i com a represàlia els anglesos cremaren Leith i atacaren Edimburg, alhora que devastaven la part sud-oriental del país. Això provocaria una forta reacció antiprotestant. El bisbe David Bethune va fer cremar el 1546 el predicador protestant George Wishart, deixeble de Martí Luter i proanglès, però alhora Bethune fou assassinat per uns conjurats protestants dirigits per John Knox.
Mentrestant, Maria, que es refugiava al Castell de Dumbarton, fou duta a França el 1548 sota la regència del bisbe Beton, i la hi casarien amb el futur rei de França Francesc II. Alhora, el nou regent lord Somerset va vèncer els anglesos a Pinkie (10 de setembre de 1547) i conquerí la fortalesa de Saint Andrew, refugi protestant dels seguidors de Wishart. Tots foren condemnats a galeres llevat el capitost, John Knox, qui aconseguí de fugir a Ginebra, on Joan Calví li va oferir aixopluc. El 1559 Knox va tornar a Escòcia i fundà l'església presbiteriana (1560).
El 1560 va morir Maria de Guisa i els francesos signaren el Tractat d'Edimburg, pel qual Maria renunciava a qualsevol pretensió sobre Anglaterra i els francesos abandonaven el país. Maria va tornar a Escòcia el 1561 i, pressionada pel comte de Lennox, es va casar amb el seu cosí Henry Stuart (Lord Darnley) el 1565, qui també era pretendent al tron anglès. El febrer de 1567, la residència del seu consort va ser destruïda per una explosió i Henry va ser trobat assassinat al jardí. Es va pensar que James Hepburn havia orquestrat l'assassinat, però va ser absolt dels càrrecs l'abril de 1567 i, al mes següent, es va unir en matrimoni amb la vídua. Després d'una revolta contra la reina, va ser tancada al castell del llac Leven. El 24 de juliol de 1567 la van forçar a abdicar a favor del seu fill d'un any d'edat. Després d'un intent fallit de recuperar el tron, va fugir cap al sud a la recerca de la protecció de la seua «cousin» o tia Elisabet I,  reina d'Anglaterra. Abans d'arribar a Anglaterra, Maria ja havia reclamat drets al tron anglès i molts catòlics anglesos la consideraven la legítima sobirana, entre ells els participants en una rebel·lió coneguda com el Sollevaments del Nord. En percebre-la com una amenaça, Elisabet I la va confinar en diversos castells i palaus senyorials a l'interior de país. Després de divuit anys i mig sota custòdia, María va ser declarada culpable de conspirar per assassinar la reina anglesa l'any 1586. Va ser decapitada a l'any següent al castell de Fotheringhay.

## Primers anys i ascens al tron

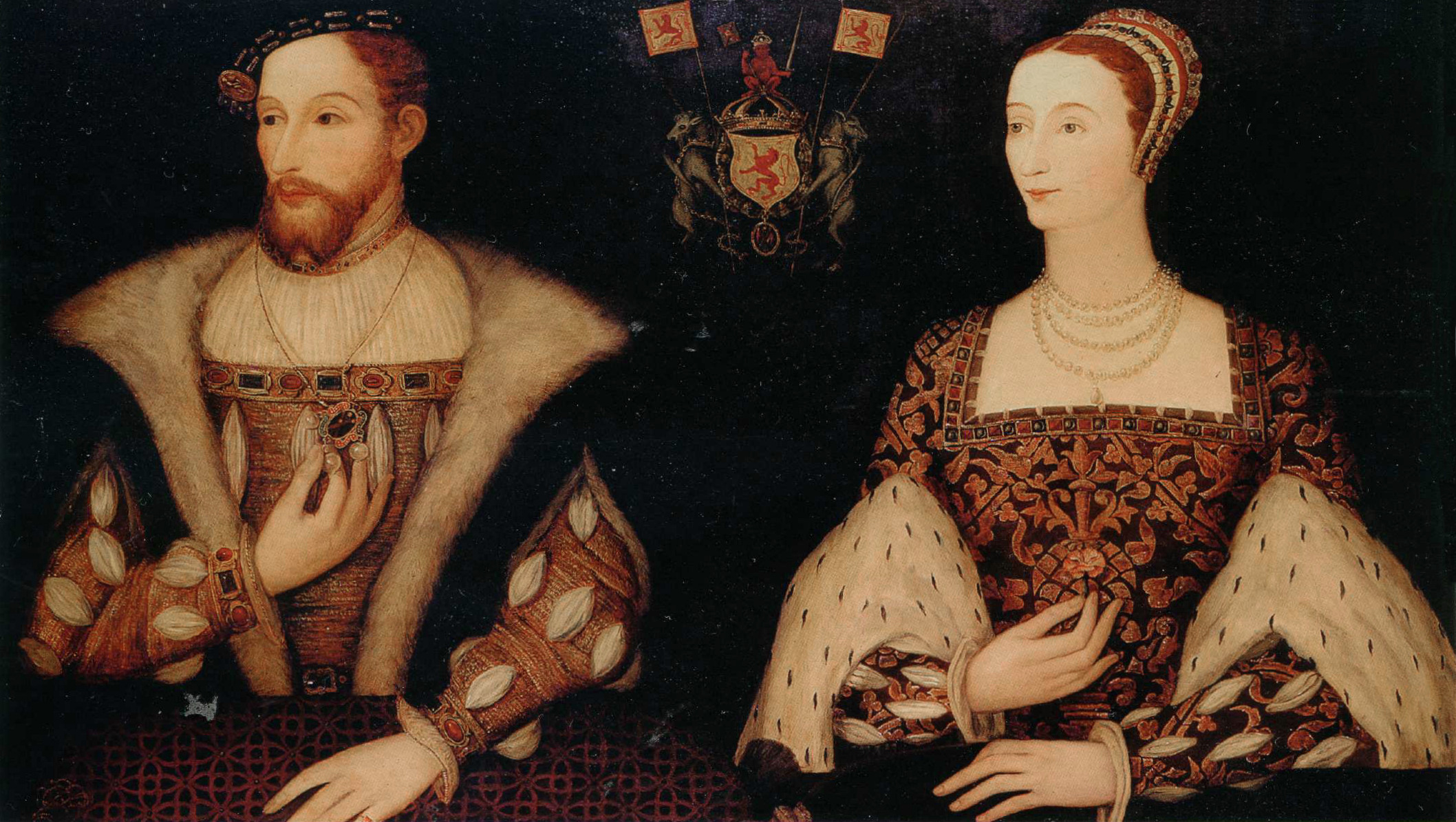
Els seus pares Jaume V d'Escòcia i Maria de Guisa. El monarca escocès va morir sis dies després que naixés la seva filla, que va ser proclamada reina.

Maria va néixer el 8 de desembre de 1542 al palau de Linlithgow (Escòcia). Era filla del rei escocès Jaume V i la seva segona esposa francesa, Maria de Guisa, que uns anys abans havia provocat un escàndol per la seva negativa a convertir-se en la quarta esposa del sobirà anglès Enric VIII. Segons algunes fonts, va néixer prematurament. Era l'única filla legítima del rei. María era reneboda d'Enric VIII, ja que la seva àvia paterna Margarida Tudor n'era germana. El 14 de desembre, sis dies després del seu naixement, va ser proclamada reina d'Escòcia, després de la mort del seu pare, probablement pels efectes d'un col·lapse nerviós després de la batalla de Solway Moss o per beure aigua bruta durant la campanya.
Una llegenda popular, registrada per primera vegada per John Knox, afirma que Jaume V, en escoltar al seu llit de mort que la seva dona havia donat a llum a una filla, va exclamar amb tristesa: «Va venir d'una noia i acabarà en una noia!» (It cam wi 'a lass and it will gang sense' a lass!).  La dinastia Stuart havia obtingut el tron escocès pel matrimoni de Marjorie Bruce -filla de Robert I Bruce - amb Walter Stewart, VI gran senescal d'Escòcia. Per això, Jaume V es referia al fet que la Corona havia arribat a la família a través d'una dona i la perdria per una dona. Aquesta declaració llegendària va sorgir en realitat molt més tard, no per Maria, sinó d'una de les seves descendents, la reina Anna. 
Maria va ser batejada a la propera església de St. Michael poc després de néixer. Es van escampar rumors que era feble i fràgil,, però un diplomàtic anglès, Ralph Sadler, va veure el nadó al palau de Linlithgow el març de 1543, desimbolta per la seva infermera, i va escriure al rei Enric VIII: «és tan bonica la nena tal com l'he vist per la seva edat i quan li agrada viure». a causa de la seva minoria d'edat, Escòcia va ser governada per regents fins que va aconseguirs l'adultesa. Des del principi, hi va haver dues reclamacions a la regència: una del cardenal catòlic David Beaton i una altra del protestant James Hamilton, II comte de Arran, el segon en la línia de successió al tron escocès. La reclamació de Beaton es basava en una versió del testament del rei, però que els seus oponents van descartar com una falsificació. Amb el suport dels seus amics i familiars, el comte d'Arran va ocupar la regència fins a 1554, quan la reina mare va aconseguir destituir-lo i prendre el poder.

## Tractat de Greenwich

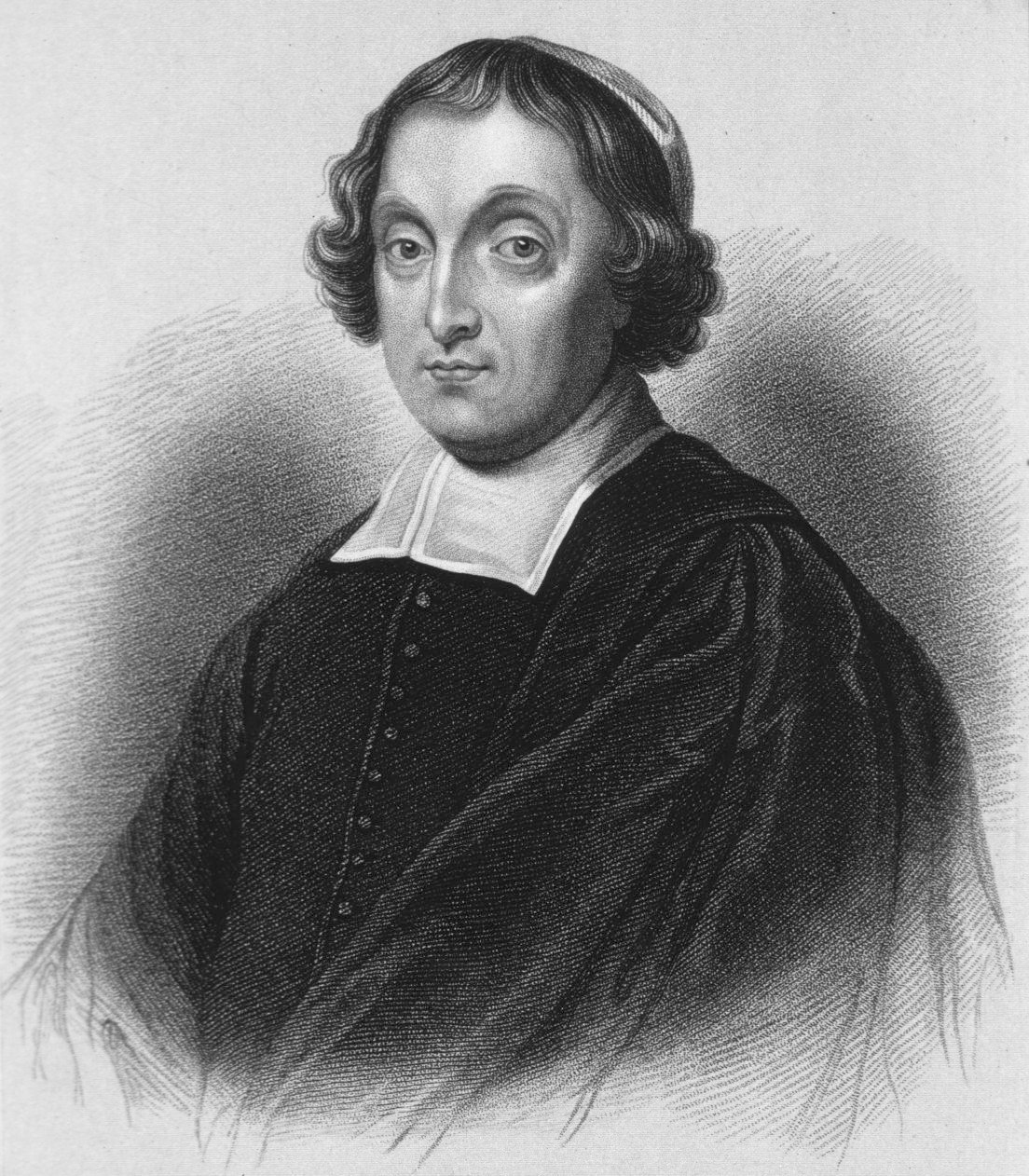
El cardenal David Beaton fou el líder del bàndol catòlic a Escòcia i el principal opositor d'Enric VIII d'Anglaterra.

Enric VIII d'Anglaterra va aprofitar la regència per proposar el matrimoni entre el seu fill i hereu Eduard i Maria, amb l'esperança d'una unió d'Escòcia i Anglaterra. L'1 de juliol de 1543, quan ella tenia sis mesos, es va signar el Tractat de Greenwich, que estipulava que, a l'edat de deu anys, es casaria amb Eduard i es traslladaria a Anglaterra, on Enric VIII podria supervisar la seva educació. També s'establia que els dos països romandrien legalment separats i que si la parella no tenia fills, la unió temporal es dissoldria. No obstant això, el cardenal Beaton va tornar al poder novament i va començar a impulsar una agenda pro-catòlica i profrancesa, el que va enfurismar a Enric VIII, qui volia trencar l'aliança escocesa amb França. Beaton volia portar-la al fortificat castell de Stirling, però el regent Arran es va oposar al trasllat, encara que va accedir quan els partidaris armats de Beaton es van reunir a Linlithgow. el comte de Lennox va escortar a Maria i la seva mare a Stirling el 27 de juliol de 1543 amb l'ajut de 3500 homes armats. Va ser coronada a la capella del castell el 9 de setembre de 1543, amb «la solemnitat que s'acostuma en aquest país, no és molt costosa», segons l'escrit de Ralph Sadler i Henry Ray.
Poc abans de la coronació, van ser arrestats per Enric VIII els comerciants escocesos que es dirigien a França i els seus béns van ser confiscats. Les confiscacions van causar ira a Escòcia i van motivar al comte d'Arran a aliar-se amb Beaton i convertir-se al catolicisme.  El Tractat de Greenwich va ser anul·lat pel Parlament d'Escòcia al desembre. La supressió de l'acord de matrimoni i la renovació de la Auld Alliance entre França i Escòcia van impulsar el «Rough Wooing» per Enric VIII, una campanya militar dissenyada per imposar l'enllaç del seu fill amb Maria. Les forces angleses van muntar una sèrie de batudes en territori escocès i francès. El maig de 1544, el comte d'Hertford, futur duc de Somerset, va arribar al fiord de Forth amb l'esperança de prendre Edimburg i segrestar a Maria, però la reina mare va amagar a la nena a les cambres secretes del castell de Stirling. El maig de 1546, Beaton va ser assassinat per lairds (terratinents) protestants i, el 10 de setembre de 1547, nou mesos després de la mort d'Enric VIII, els escocesos van patir una dura derrota a la batalla de Pinkie Cleugh, en el que es va conèixer com «dissabte Negre» (Black Saturday). Els guardians de Maria, temorosos per la seva seguretat, la van enviar al priorat de Inchmahome per al voltant de tres setmanes i van recórrer als francesos demanant ajuda.
Enric II de França va proposar la unió de França i Escòcia amb les noces entre la jove reina i el seu fill de tres anys, el delfí Francesc. A Maria de Guisa li va semblar l'única solució raonable per resoldre la situació. Amb la promesa d'ajuda militar i el títol de duc a França, el comte d'Arran va acordar el compromís. El febrer de 1548, en assabentar-se que els britànics estaven tornant, Maria va ser traslladada, novament per seguretat, al castell de Dumbarton. Els anglesos van deixar al seu pas una estela de devastació i es van apoderar de la ciutat d'Haddington. Al juny, la molt esperada ajuda francesa va arribar a Leith per assetjar i finalment reprendre Haddington. El 7 de juliol, una assemblea escocesa celebrada a un convent proper a la ciutat va aprovar el Tractat de Haddington amb França.

## Vida a França

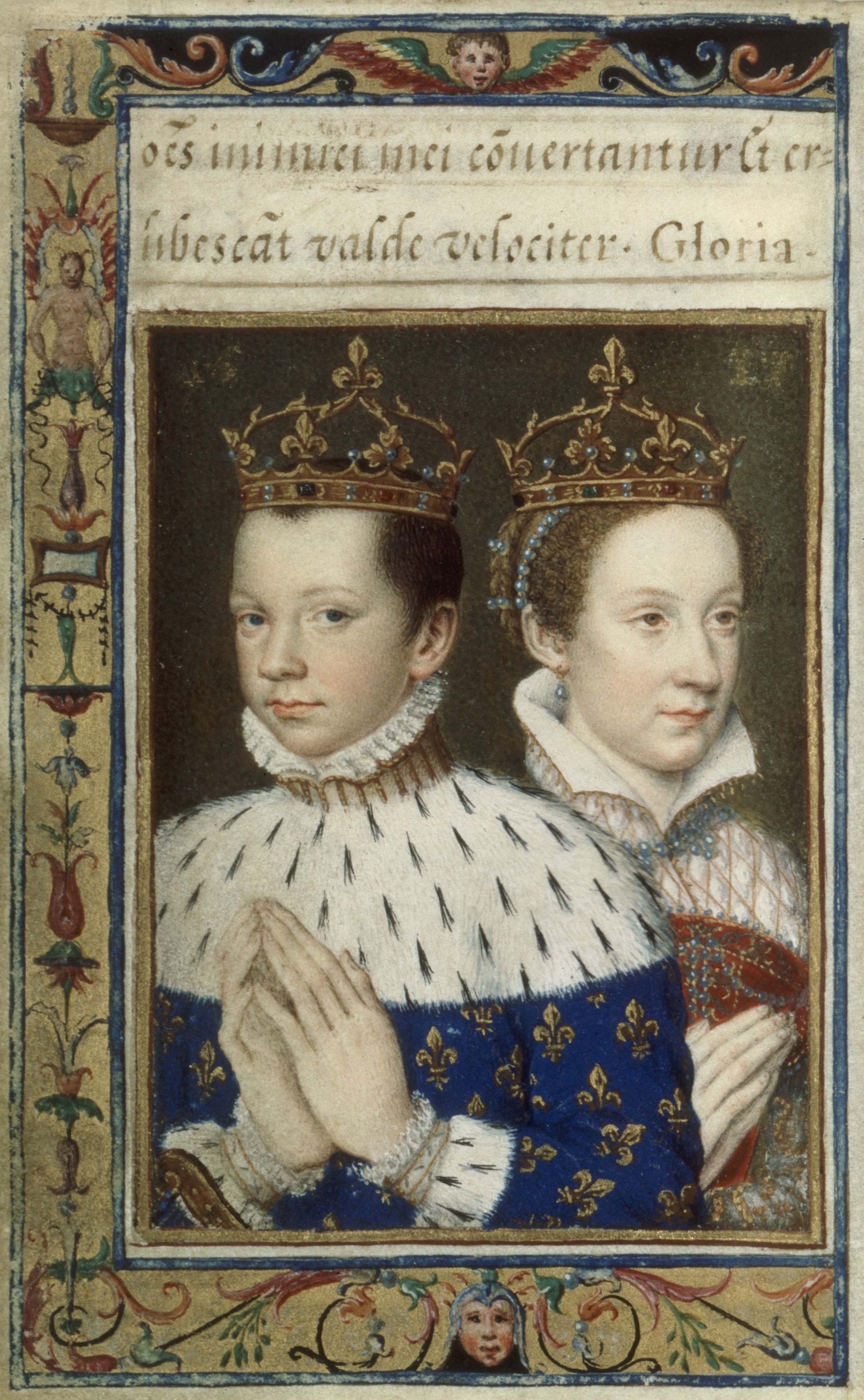
Maria i Francesc al llibre d'hores de Caterina de Mèdici (c. 1558).

Amb l'acord matrimonial en vigor, Maria, de cinc anys, va ser enviada a França per passar els següents tretze anys a la cort dels Valois, on els seus parents, els Guisa, van controlar la política francesa durant un temps. La flota enviada per Enric II i comandada per Nicolas Durand de Villegagnon va navegar amb ella des de Dumbarton el 7 d'agost de 1548 i va arribar en una setmana -o més tard- a Roscoff (o Saint-Pol-de-Léon) a la Bretanya.  va estar acompanyada per la seva pròpia cort, entre ells dos germanastres il·legítims i les «quatre Maríes» -quatre nenes de la seva mateixa edat, amb el mateix nom i filles d'algunes de les famílies més nobles d'Escòcia: Beaton, Seton, Fleming i Livingston -. Janet Stuart, mare de Mary Fleming i mitja germana de Jaume V, va ser nomenada institutriu.
Maria, a qui les fonts històriques de l'època la descriuen com una nena vivaç, bonica, dotada d'un caràcter amable i intel·ligent, va tenir una infància prometedora. En la cort francesa era la favorita de tots, excepte per l'esposa d'Enric II, Caterina de Mèdici. els interessos de la reina consort francesa competien amb els de la família Guisa i va poder haver-hi un element de gelosia o rivalitat entre les dues reines.}} Va rebre la millor educació possible: va aprendre a tocar el llaüt i el virginal, es va conrear en prosa, poesia, equitació, falconeria i costura, i es va educar en francès, italià, llatí, espanyol i grec, a part de parlar el seu natiu escocès. la seva futura cunyada, Isabel de Valois, era la seva amiga íntima, de qui «retenia records nostàlgics en la seva vida posterior». la seva àvia materna, Antonieta de Borbó-Vendôme, va tenir una important influència en la seva infància i va ser una de les seves principals assessores.
La seva bellesa era lloada per molts dels seus contemporanis i la seva complexió física tenia el port solemne que s'apreciava en una sobirana. Els seus retrats mostren que tenia un cap petit i ovalada, un coll llarg i gràcil, cabell ros cendrós en la infància que es va enfosquir a la maduresa fins a aconseguir un color pèl-roig, ulls de color marró avellana, parpelles gruixudes i baixes, celles finament arquejades, pell suau i pàl·lida, front alt i regular amb característiques fermes. En algun moment de la seva infància o infantesa va contreure la verola, que no li va deixar marques visibles en el seu físic en tractar-se amb un ungüent especial;, però, Elisabet I va descriure la seva pell com a desfigurada per la malaltia. Era eloqüent i amb una talla particularment alta segons els estàndards de segle segle xvi, ja que va aconseguir una altura adulta de 5 peus i 11 polzades (1,80 m), mentre que el fill i hereu d'Enric II, Francesc, tartamudejava i era anormalment baix d'estatura. El rei francès va comentar: «des del primer dia que es van conèixer, el meu fill i ella es van entendre
tan bé com si es coneguessin des de fa molt de temps». El 4 d'abril de 1558, Maria va signar un acord secret en el qual llegava Escòcia i la seva reclamació d'Anglaterra a la Corona francesa si ella moria sense descendència. Vint dies més tard, es va casar a la catedral de Notre-Dame de París amb el delfí de França, qui a més va ser proclamat rei d'Escòcia  iure uxoris .

## Reclamant el tron anglès

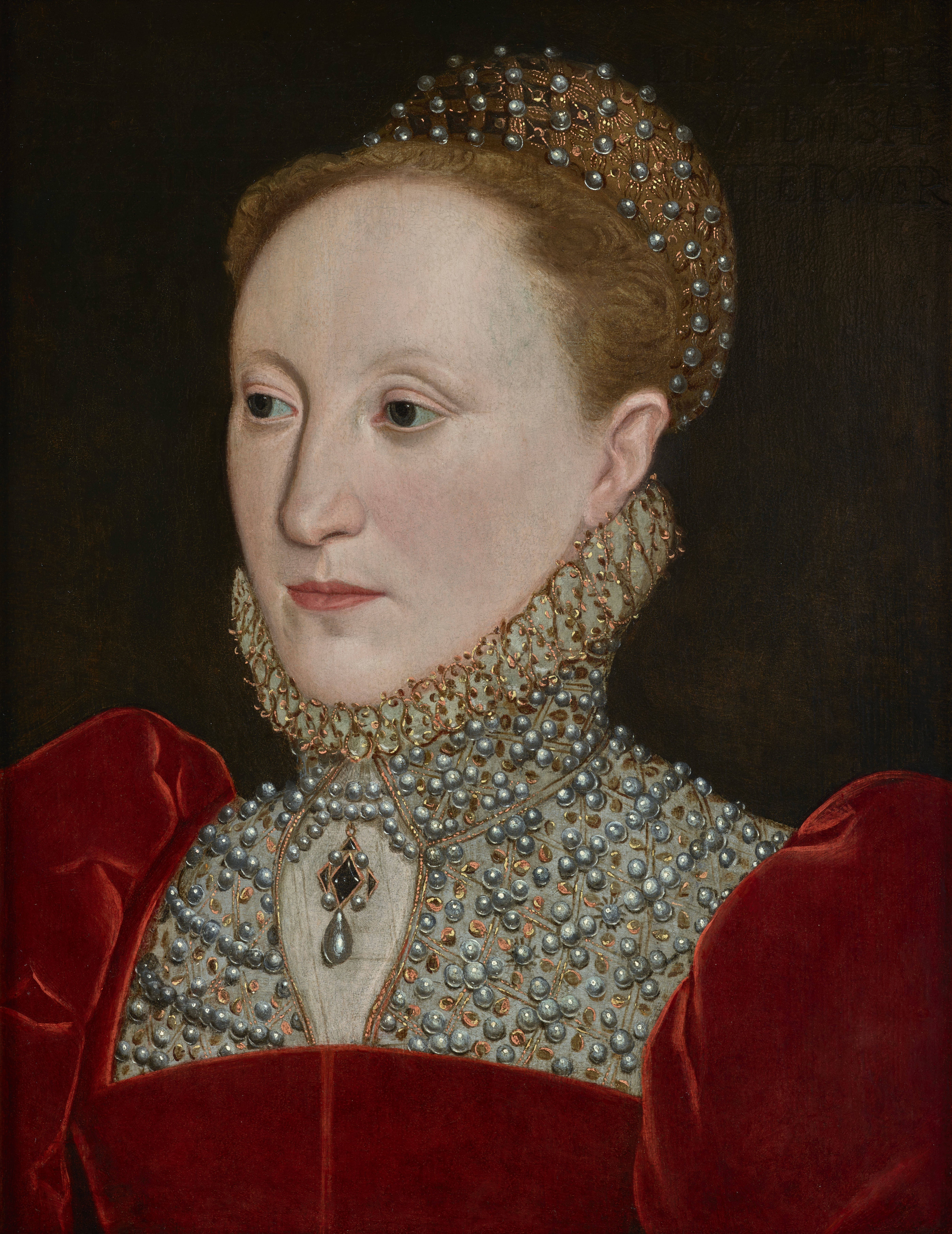
Elisabet I d'Anglaterra, «cosina» -en realitat tieta- de Maria, a qui considerava una amenaça.

El novembre de 1558 va morir la filla gran d'Enric VIII, Maria I, l'última reina catòlica d'Anglaterra, i va ser succeïda per la seva mitja germana Elisabet I. Segons la línia genealògica, la reina d'Escòcia era la segona en la successió del tron anglès després de la seva cosina Elisabet. Els drets reclamats es remuntaven als germans Enric VIII i Margarida Tudor (àvia paterna de Maria). Margarida va estar casada amb Jaume IV d'Escòcia, pare de Jaume V i avi de Maria. No obstant això, atès que Elisabet I era considerada il·legítima per molts catòlics a Europa -de fet, el seu propi pare l'havia tret de la línia de successió en anul·lar el seu matrimoni amb Anna Bolena -, Enric II de França va proclamar al seu fill gran i la seva dona com a reis d'Anglaterra; a França, les armes reials d'Anglaterra van ser aquarterades amb els escuts de Francesc i Maria. a Anglaterra, d'acord amb la tercera Llei de Successió, aprovada el 1543 pel Parlament, Elisabet va ser reconeguda com a hereva de la seva mitja germana, ja que l'última voluntat i testament d'Enric VIII havia exclòs als Stuart de la successió.
La reclamació del tron anglès va ser un permanent punt de fricció entre les reines d'Escòcia i Anglaterra. Quan Enric II va morir el 10 de juliol de 1559, a causa de lesions sofertes en una justa, Francesc (de 15 anys) i Maria (de 17) van ser declarats reis de França. Dos dels oncles de la reina -el duc de Guisa i el cardenal de Lorraine - dominaven llavors la política francesa i gaudien d'un poder anomenat per alguns historiadors com la Tirania Guisienne.
A Escòcia, el poder dels protestants Lords de la Congregació creixia a costa de la mare de Maria, qui retenia el control efectiu mitjançant l'ús de tropes franceses. Els lords protestants van convidar a les tropes angleses a Escòcia (Tractat de Berwick) en un intent d'assegurar la seva religió. El març de 1560, una revolta hugonota a França -la conjura d'Amboise - va impossibilitar que els francesos enviessin més suport. Els cinquanta-dos conspiradors d'Amboise van ser executats públicament i davant Francesc II, la seva mare Caterina, el seu germà Carles i Maria, qui va ser l'única que es va horroritzar, però va ser represa per la seva sogra, que li va recordar que «una reina no havia de sentir emocions». Els Guisa van enviar ambaixadors per negociar un acord. l'11 de juny de 1560, va morir la mare de Maria i el problema de les futures relacions francoescoceses era urgent. D'acord amb els termes del Tractat d'Edimburg, signat per representants de Maria el 6 de juliol de 1560, França i Anglaterra es van comprometre a retirar les seves tropes a Escòcia, mentre que el rei francès va reconèixer el dret d'Elisabet I a governar Anglaterra. La delicada situació política i religiosa a França no permetia altres solucions, però Francesc II i Maria -encara dolguda per la mort de la seva mare- es van negar a ratificar oficialment el tractat.

## Retorn a Escòcia

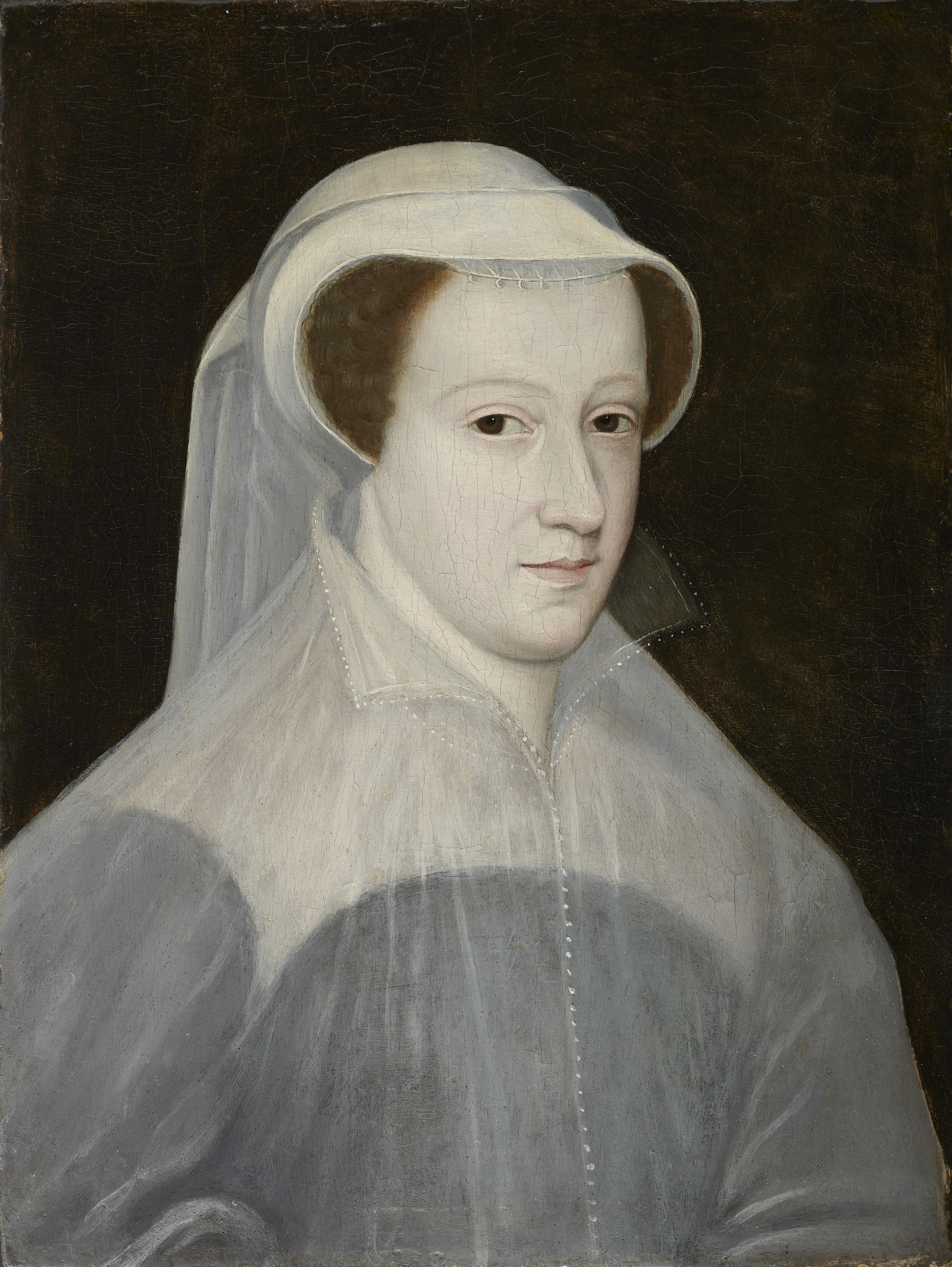
El seu abillament de dol blanc li va valer a França el sobrenom de Le Reine Blanche («la reina blanca»). Retrat de taller de Clouet (c. 1560).

El 5 de desembre de 1560, al cap de dos anys de matrimoni, Francesc II va morir d'una infecció de l'orella mitjana que va derivar en un abscés cerebral. La seva vídua, de divuit anys, estava angoixada, va passar a vestir de blanc de dol i va viure en soledat el dol de quaranta dies; després es va traslladar a Lorena amb els seus oncles. Caterina de Médici, ja regent del germà de deu anys del rei mort, Carles IX, creia que dues reines vídues eren massa i, quan els Stuart havien de tornar a la cort, li va ordenar tornar a Escòcia per arreglar la greu crisi que s'estava gestant en seu país. de fet, el Parlament escocès, sense el consentiment reial, havia ratificat la modificació de la religió estatal, que va passar de catòlica a protestant. La reina es va negar a ratificar les lleis aprovades pel Parlament i la nova Església d'Escòcia existia en un estat d'inseguretat jurídica.
Maria va partir a Escòcia nou mesos després i va arribar a Leith el 19 d'agost de 1561. A l'haver viscut a França des dels cinc anys tenia poca experiència amb la perillosa i complexa situació política a Escòcia; si no comptava amb el suport de la seva cosina Elisabet I, hauria de capitular ràpidament. Devota catòlica, era tractada amb sospita per molts dels seus súbdits, així com per la reina d'Anglaterra. Escòcia estava dividida entre faccions catòliques i protestants. El mig germà il·legítim de Maria, el comte de Moray, era un dels líders protestants. El reformador protestant John Knox predicava durament contra ella i la condemnava per anar a missa, dansar i fer servir roba molt elaborada, entre molts altres «pecats». Knox va ser convocat per la reina per objectar contra les seves malediccions, però no es va presentar; més tard, el va acusar de traïció, encara que va ser absolt i posat en llibertat.

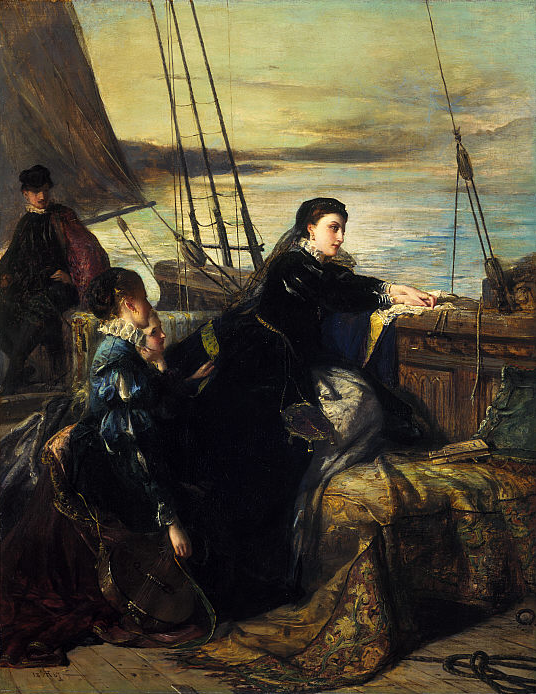
El comiat de Maria, reina d'Escòcia, a França (1867), per Robert Herdman.

Per decepció del bàndol catòlic, la reina va tolerar la supremacia protestant recentment establerta i va mantenir al seu mig germà, el comte de Moray, com el seu principal conseller. El seu consell privat de setze homes -nomenat el 6 de setembre de 1561- va ratificar en els seus càrrecs d'Estat als que ja els ocupaven i es va mantenir dominat pels líders protestants de la crisi de reforma de 1559-1560: els comtes d'Argyll, Glencairn i Moray. Només quatre dels consellers eren catòlics: els comtes d'Atholl, Erroll, Montrose i Huntly, qui a més era lord canceller.  La historiadora moderna Jenny Wormald va trobar això excepcional i va suggerir que el fracàs de la reina de no poder nomenar un consell real que simpatizara amb els interessos catòlics i francesos indicava que el seu objectiu primordial era el tron anglès en detriment dels assumptes interns escocesos. A més, l'única incorporació posterior significativa al Consell, lord Ruthven, al desembre de 1563, era un altre protestant que personalment li desagradava. Amb això, reconeixia la seva falta de poder militar davant els lords protestants, al temps que seguia una política que enfortia els seus vincles amb Anglaterra. L'any 1562, es va aliar amb lord Moray en l'expulsió del principal magnat catòlic d'Escòcia, lord Huntly, que va encapçalar una rebel·lió a les Terres Altes d'Escòcia contra ella.
Va enviar a William Maitland de Lethington com a ambaixador davant la cort anglesa per presentar el seu cas de presumpta hereva del tron. Elisabet I va refusar nomenar un possible hereu, ja que temia que al fer-ho estimularia una conspiració per desplaçar-la amb el successor designat: «conec la inconstància de la vila de Anglaterra, sé que sempre els disgusta el govern actual i tenen els ulls posats en la següent persona en la línia de successió ». No obstant això, Elisabet I va assegurar a Maitland que, entre els possibles hereus, la seva neboda era la seva preferida i la que tenia més drets legítims. a la fi de 1561 i principis de 1562, es van fer arranjaments perquè les dues reines es reunissin a Anglaterra, probablement a York o Nottingham, a l'agost o setembre de 1562, però al juliol Elisabet I va enviar a Henry Sidney a cancel·lar els plans a causa de la guerra civil a França.
Maria es va concentrar en trobar un nou marit provinent de la reialesa d'Europa que li garantís una aliança política útil. Sense demanar el seu consentiment, el cardenal de Lorena, el seu oncle, va iniciar negociacions amb l'arxiduc Carles d'Àustria, fill de l'emperador Ferran I. No obstant això, Maria no va veure cap avantatge en aquesta unió i va tenir un altercat amb el seu oncle, per haver-la involucrat massa en altres acords polítics. El seu propi intent de convenir un matrimoni amb el príncep Carles, l'hereu mentalment inestable de Felip II d'Espanya, va ser rebutjat per aquest últim.
En un intent per neutralitzar-la, Elisabet I li va suggerir que es casés amb el protestant anglès Robert Dudley, comte de Leicester -cunyat d'Henry Sidney i favorit o amant, segons algunes fonts, de la reina anglesa-, en qui confiava i creia que podia controlar. A més, amb Dudley, un protestant, tal unió hauria resolt satisfactòriament el doble problema de la reina anglesa. Va enviar un ambaixador -Thomas Randolph- a Escòcia per proposar el compromís de la seva neboda amb aquest noble anglès i que si ella acceptava Elisabet I «procediria a la inquisició del seu dret i títol per ser la nostra futura cosina i hereva». La proposta va quedar en no res, sobretot perquè Dudley no hi estava disposat.
D'altra banda, un poeta francès a la cort de Maria, Pierre de Boscosel de Chastelard, aparentment estava enamorat d'ella. a principis de 1563, va ser descobert en un registre de seguretat amagat sota el llit de la reina. Es veu que planejava sorprendre quan estigués sola i declarar-li el seu amor. Maria estava horroritzada i el va bandejar del regne, però ell va ignorar l'edicte i, dos dies després, es va obrir pas a la força a la seva habitació quan ella estava a punt de despullar-se. La reina va reaccionar amb fúria i por i, quan Moray va entrar corrent a l'habitació davant els crits d'auxili, va exclamar: «apunyala amb a teva daga al dolent!»; Moray no va accedir, ja que Chastelard ja havia estat reduït. El poeta va ser jutjat per traïció i decapitat. Maitland va afirmar que la passió de Chastelard era fingida i que ell era part d'un complot hugonot per desacreditar la reina i entelar la seva reputació.

## Matrimoni amb lord Darnley

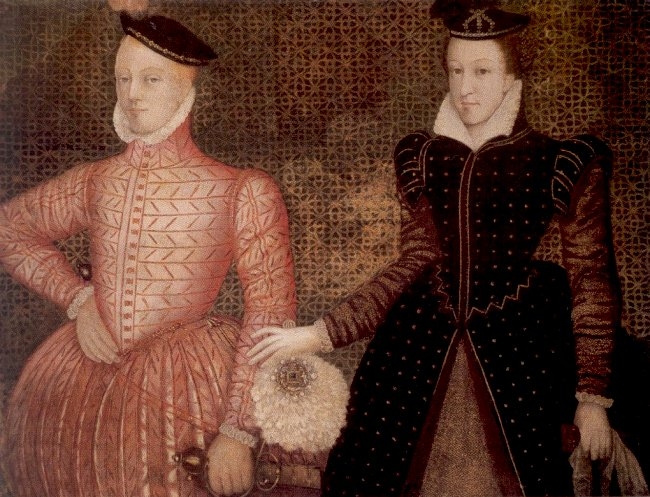
Amb el seu segon marit, Henry Stuart, lord Darnley.

El febrer de 1561, va conèixer breument al seu cosí nascut a Anglaterra, Henry Stuart, lord Darnley, quan estava de dol per Francesc II. Els pares de Darnley -el comte de Lennox i laomtessa de Lennox - eren aristòcrates escocesos i terratinents anglesos que havien enviat el seu fill a França per expressar el seu condol, a l'espera d'una possible unió entre el seu fill amb la reina escocesa. Tant Maria com Darnley eren nets de Margarida Tudor -germana d'Enric VIII d'Anglaterra- i descendents patrilineals dels grans senescals de país. Darnley era part d'un llinatge més recent dels Stuart amb la família Hamilton, descendent de Maria Stuart, comtessa d'Arran i filla del rei Jaume II. Més endavant, es van trobar el dissabte 17 de febrer de 1565 al castell de Wemyss a Escòcia, a on posteriorment Maria es va enamorar del «noi alt» -Elisabet I va esmentar que ell mesurava més de sis peus (aproximadament 1.80 m) -. Es van casar al palau de Holyrood el 29 de juliol de 1565, però, encara que tots dos eren catòlics, no s'havia obtingut una dispensa papal per al matrimoni de cosins germans. 
Els estadistes anglesos William Cecil i el comte de Leicester havien treballat per obtenir la llicència de Darnley per viatjar a Escòcia des de la seva residència a Anglaterra. Encara que els seus consellers havien reunit a la parella, Elisabet I se sentia amenaçada pel matrimoni, ja que, a l'ésser descendent de la seva tia, tant Maria com Darnley reclamaven el tron anglès i els seus fills, si n'hi havia, heretarien aquesta pretensió. No obstant això, la insistència de Maria amb aquest matrimoni sembla haver sorgit de l'amor en lloc de l'estratègia política. Sobre això, l'ambaixador anglès Nicholas Throckmorton va declarar que «es diu que ella segurament està embruixada» i que a més l'enllaç només podia evitar-se «amb violència». La unió va enfurir Elisabet I, qui considerava que no havia d'haver tingut lloc sense el seu permís, ja que Darnley era el seu cosí i un súbdit anglès.

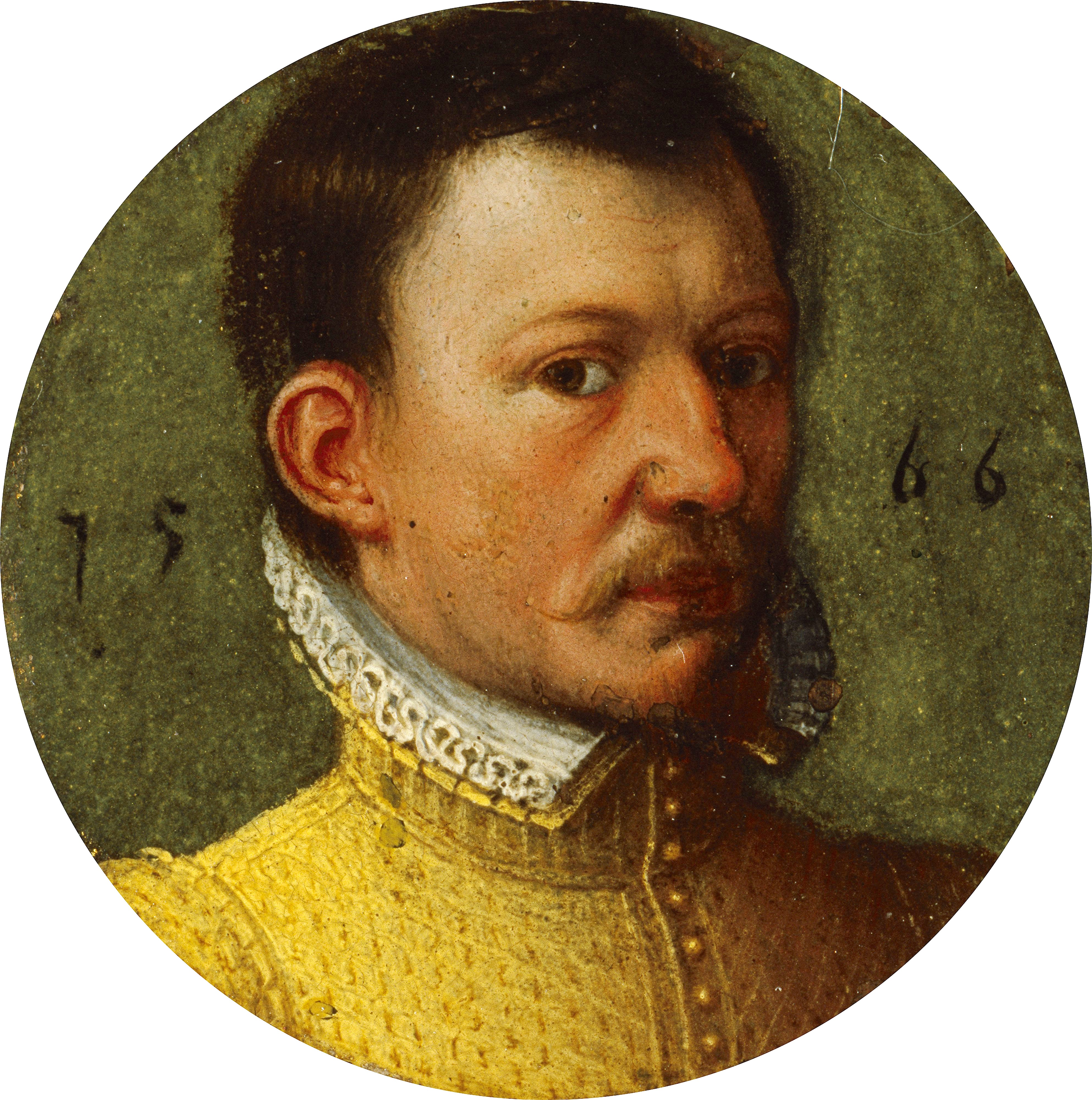
James Hepburn, tercer i últim espòs de Maria.

El matrimoni de Maria amb un líder catòlic va portar al seu mig germà, el comte de Moray, a unir-se a una gran rebel·lió al costat d'altres lords protestants -entre ells, els lords Argyll i Glencairn-. María va partir d'Edimburg el 26 d'agost de 1565 per enfrontar-s'hi i, el 30 d'aquest mes, Moray va entrar en aquesta ciutat, però poc després va abandonar el castell; la reina va tornar al mes següent per reunir més tropes. Pel que es va conèixer com la incursió de Chaseabout, Maria i les seves forces i Moray i els lords rebels van empaitar-se per Escòcia sense arribar al combat directe. Les tropes reials estaven impulsades per l'alliberament i restauració del fill de lord Huntly i el retorn de James Hepburn, comte de Bothwell, del seu exili a França. Incapaç de reunir prou suport, Moray va abandonar Escòcia a l'octubre per a sol·licitar asil a Anglaterra. María va ampliar el seu consell privat amb més catòlics -el bisbe de Ross John Lesley i l'alcalde d'Edimburg Simon Preston de Craigmillar - i protestants -el nou lord Huntly, el bisbe de Galloway Alexander Gordon, John Maxwell de Terregles i James Balfour-.
En poc temps, Darnley, descrit com físicament atractiu, però avorrit i violent, es va tornar arrogant i va exigir l'anomenada «corona matrimonial», el que li hauria fet sobirà amb drets sobre el tron si sobrevivia a la seva esposa. Maria va rebutjar la seva sol·licitud i la seva relació amb ell es va tensar, tot i que van concebre un fill a l'octubre de 1565. En una ocasió, Darnley va agredir físicament la seva dona en un intent infructuós de fer-la avortar. També estava gelós de l'amistat de Maria amb el seu secretari privat catòlic, David Rizzio, de qui es rumorejava que era el pare de l'infant. Rizzio, un astut i ambiciós músic d'origen piemontès, s'havia tornat el confident més íntim de la reina: les relacions entre tots dos eren tan estretes que es va començar a rumorejar que eren amants. L'estrany vincle va despertar l'acalorada hostilitat dels nobles protestants derrotats en la incursió de Chaseabout i, al març de 1566, Darnley va entrar en una conspiració secreta amb ells. El 9 de març, un grup de confabuladors, acompanyat per Darnley, va assassinar Rizzio davant l'embarassada Maria en un sopar al palau de Holyrood. L'endemà passat, el desil·lusionat Darnley va canviar de bàndol i la reina va rebre a Moray a Holyrood. En la nit de l'11 a l'12 de març, Darnley i Maria van escapar del palau i es van refugiar temporalment en el castell de Dunbar abans de tornar a Edimburg el 18 de març. Tres dels conspiradors -els lords Moray, Argyll i Glencairn- van ser restaurats al consell.
El fill de Maria i Darnley, Jaume I d'Anglaterra i VI d'Escòcia, va néixer el 19 de juny de 1566 al castell d'Edimburg, però l'assassinat de Rizzio va conduir inevitablement a la ruptura del matrimoni. Darnley era vist com un consort i governant incapaç, fins al punt que la seva dona el va privar gradualment de tota responsabilitat real i conjugal. A l'octubre de 1566, mentre s'allotjava a Jedburgh, en les marques escoceses, la reina feia llargs viatges a cavall d'almenys quatre hores cadascun per a visitar el comte de Bothwell al castell de l'Hermitage, on jeia malalt per les ferides sofertes en una escaramussa contra bandolers a la frontera. El viatge va ser utilitzat més tard pels seus enemics com a prova que tots dos eren amants, tot i que no van sorgir sospites en el moment perquè era acompanyada pels seus consellers i guàrdies. Immediatament després de tornar a Jedburgh, va patir una malaltia greu que incloïa vòmits freqüents, pèrdua de la vista, pèrdua de la parla, convulsions i lapses d'inconsciència; es creia que estava a punt de agonitzar o morir. La seva recuperació el 25 d'octubre va ser acreditada a l'habilitat dels seus metges francesos. La causa de la seva malaltia era desconeguda; els diagnòstics possibles van ser esgotament físic i estrès mental, una hemorràgia a causa d'una úlcera pèptica o porfíria.

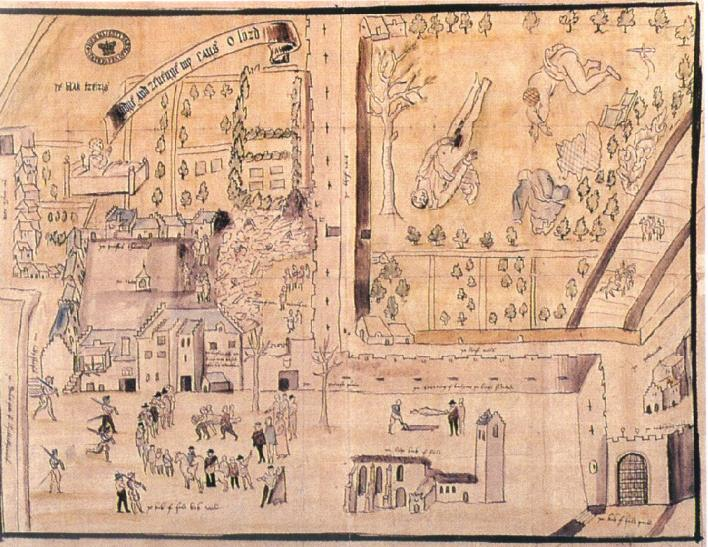
Kirk o'Field en un dibuix encarregat per William Cecil posterior a l'assassinat de lord Darnley (1567).

Al castell de Craigmillar, prop d'Edimburg, Maria i els principals nobles es van reunir per discutir el «problema de Darnley» a finals de novembre de 1566. es va barrejar el divorci, però probablement es va acordar entre els lords presents l'eliminació de Darnley per altres mitjans: «es va pensar que era convenient i més profitós per al bé comú […] que un ximple tan jove i un tirà tan orgullós no hauria de regnar o tenir autoritat sobre ells; […] que [Darnley] hauria desil·lusionar d'una manera o altra; i qualsevol que aconsegueixi la gesta o la faci, hauria de defensar-los».  Darnley temia per la seva seguretat i, després del baptisme del seu fill a Stirling poc abans de Nadal, es va dirigir a Glasgow per residir temporalment a les propietats del seu pare. a l'inici del viatge, havia patit febre -oficialment tenia verola, però és possible que patís sífilis o fos el resultat d'algun enverinament- i va romandre malalt durant algunes setmanes.
A finals de gener de 1567, Maria va ordenar al seu espòs tornar a Edimburg. Es va recuperar de la seva malaltia en una casa pertanyent al germà de James Balfour a l'antiga abadia de Kirk o'Field, just dins de les muralles de la ciutat. La reina el visitava diàriament, de manera que semblava que progressaven cap a una reconciliació. En la nit del 9 al 10 de febrer de 1567, va anar a veure-ho a primera hora de la nit i després va assistir a les celebracions de noces d'un membre de la seva família, Bastian Pagez. A les primeres hores del matí, una explosió va devastar Kirk o'Field i Darnley va ser trobat mort al jardí, aparentment sufocat. No hi havia marques visibles d'estrangulament o violència en el cos.  Aquest fet, que havia de ser la salvació de Maria, va danyar greument la seva reputació, tot i que encara es dubtava que estigués al corrent del pla per assassinar el seu marit. També Bothwell, Moray, Maitland i el comte de Morton estaven entre els sospitosos. La reina d'Anglaterra va enviar una carta a la seva neboda per tractar els rumors: «no compliria amb el deure d'una familiar fidel o una amiga afectuosa si no […] et digués el que tothom està pensant. Els homes expliquen que, en lloc d'atrapar els assassins, estàs mirant a través dels teus dits mentre escapen; que no buscaràs venjar-te sobre aquells que t'han fet això amb tant plaer, com si el fet mai hagués tingut lloc o que els que ho van fer haguessin tingut assegurada la impunitat. Per mi, et prego que creguis que no estimaria tal pensament».
A finals de febrer, els lords creien que Bothwell era culpable de l'assassinat de Darnley. Lennox, pare de Darnley, va exigir que Bothwell fora enjudiciat davant els estaments del Parlament, al que Maria va accedir, però va ser denegada la sol·licitud de Lennox d'una pròrroga per reunir proves. En absència de Lennox i sense evidència presentada, Bothwell va ser absolt després d'un judici de set hores el 12 d'abril. Una setmana després, Bothwell va aconseguir convèncer més de dues dotzenes de lords i bisbes de signar el Ainslie Tavern Bond («vincle de la taverna Ainslie»), en el qual van acordar donar suport al seu objectiu de casar-se amb la reina. 

## Arrest a Escòcia i abdicació

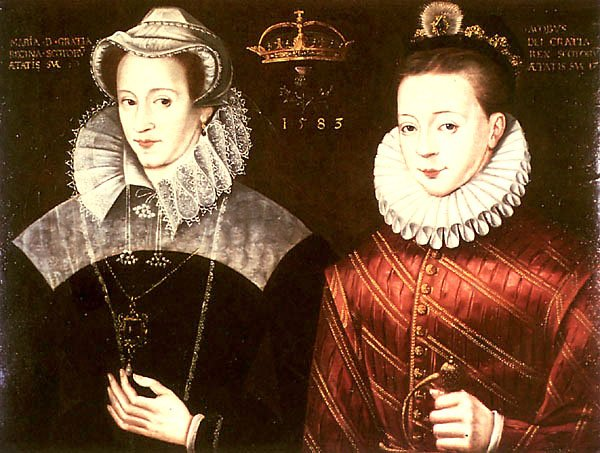
Representada amb el seu fill Jaume I d'Anglaterra i VI d'Escòcia (Hilliard, 1583), tot i que el va veure per última vegada quan tenia deu mesos de vida.

Entre el 21 i el 23 d'abril de 1567, va visitar per última vegada al seu fill, de deu mesos d'edat, a Stirling. El 24 d'abril, en el seu camí de tornada a Edimburg, amb el seu consentiment o no, va ser segrestada per Bothwell i els seus sequaços, i la van portar al castell de Dunbar, on va poder haver-la violat i, per tant, de manera irreparable, consumat el matrimoni planejat a Ainslie, al que presumptament ella també s'havia compromès, segons els anglesos.  El 6 de maig, Maria i Bothwell van tornar a Edimburg i, el 15 de maig, al palau de Holyrood o l'abadia de Holyrood, es van casar amb els ritus protestants. Bothwell i la seva primera dona, Jean Gordon, germana de lord Huntly, s'havien divorciat dotze dies abans. Originalment, Maria pensava que molts nobles havien donat suport el seu matrimoni, però les coses aviat es van sortir de control entre Bothwell -amb el nou títol de duc d'Orkney- i els seus antics companys, perquè el matrimoni va resultar ser molt impopular entre els escocesos. Els catòlics consideraven il·lícit el matrimoni, ja que no reconeixien el divorci de Bothwell ni la validesa de la cerimònia protestant. Tant els protestants com els catòlics es van sorprendre que la reina es casés amb el presumpte assassí del seu espòs. La convivència entre ells era tempestuosa i Maria aviat es va desanimar. Vint-i-sis parells d'escocesos, coneguts com els lords confederats, es van revoltar contra ella i Bothwell, i van organitzar un exèrcit per destronar-los. Els reis es van enfrontar als lords a Carberry Hill el 15 de juny, però no hi va haver batalla, ja que les tropes reials van desertar durant les negociacions, i perquè Maria va accedir a lliurar-se als lords amb la condició que la restituïssin al tron i deixessin anar al seu espòs. Bothwell va rebre un salconduit a través del camp i els lords van escortar a Maria a Edimburg, on multituds d'espectadors la van escridassar com una adúltera i assassina. Els lords van trencar la seva promesa i, a la nit següent, Maria va ser tancada al castell d'una illa al llac Leven. Entre el 20 i el 23 de juliol, Maria va tenir un avortament espontani de bessons. el 24 de juliol es va veure obligada a abdicar en favor del seu fill d'un any, que va ascendir al tron amb el nom de Jaume VI; El comte de Moray va ser nomenat regent. Bothwell va ser enviat a l'exili a Dinamarca, on va estar a la presó, va embogir i va morir el 1578.

## Fugida, reclusió a Anglaterra i mort
El 2 de maig de 1568, Maria va escapar del castell del llac Leven amb l'ajut de George Douglas, germà del comte de Morton i senyor del castell. Va aconseguir reunir un exèrcit de 6000 homes, es va llançar al camp de batalla i va muntar al capdavant dels seus soldats, instant-los a seguir el seu exemple; es va enfrontar a unes forces més petites de Moray a la batalla de Langside el 13 de maig. Derrotada, va fugir al sud i, després de passar la nit a l'abadia de Dundrennan, va creuar el fiord de Solway cap a Anglaterra en un vaixell de pesca el 16 de maig. Pensava buscar refugi en aquest país basant-se en una carta de la seva tieta Elisabet I on aquesta li prometia ajuda. Va desembarcar a Workington (Cumberland) i va pernoctar a l'ajuntament d'aquest llogaret. El 18 de maig, els funcionaris locals la van recloure sota custòdia preventiva en el castell de Carlisle.
Aparentment esperava que Elisabet I l'ajudés a recuperar el tron, però la seva tieta era cautelosa i va ordenar una investigació sobre la conducta dels lords confederats i si ella era culpable de l'assassinat de Darnley. A mitjans de juliol de 1568, les autoritats angleses van traslladar a Maria al castell de Bolton, que estava lluny de la frontera escocesa, però no gaire a prop de Londres. Una comissió d'investigació o «conferència», com se la coneixia, es va establir a York i, després, a la Ciutat de Westminster, entre octubre de 1568 i gener de 1569. Mentrestant, a Escòcia, els seus seguidors es van enfrontar en una guerra civil contra el regent Moray i els seus successors.

### Les «cartes del cofre»
Maria es va oposar a ser jutjada per qualsevol tribunal, invocant la seva condició de «reina consagrada piadosament», i perquè l'encarregat de presentar l'acusació era el seu mig germà el comte de Moray, regent d'Escòcia durant la minoria d'edat del rei Jaume, el principal motiu era mantenir-la fora de país i als seus seguidors sota control. Maria no podia reunir-se amb aquests últims ni parlar en la seva defensa davant del tribunal. A més, no va voler participar en la investigació a York -va enviar representants en el seu lloc-, encara que de totes maneres la seva tieta va prohibir que assistís.  Com evidència en contra seva, Moray va presentar les denominades «cartes del cofre», vuit missives sense signatura suposadament propietat de Maria dirigides a Bothwell, dos certificats de matrimoni i un o diversos sonets amorosos, que, segons Moray, es van trobar en un cofre de plata daurada d'aproximadament un peu (30 cm) de llarg i decorat amb el monograma reial del mort Francesc II de França. L'acusada va negar haver-les escrit i va mantenir que, com la seva lletra no era difícil de reproduir, eren falsificacions. Els documents resultaven crucials per als acusadors perquè demostrarien la seva complicitat en l'assassinat de Darnley. El líder de la comissió d'investigació, el duc de Norfolk, les va descriure com cartes «horribles» i balades «diverses i afectives», mentre que alguns membres de la conferència van enviar còpies a la reina anglesa, insistint en el fet que, si eren autèntiques, provarien la culpabilitat de la seva neboda.
La validesa probatòria de les cartes ha estat font de controvèrsia entre els historiadors, per als que és impossible verificar-les, ja que els originals, escrits en francès, probablement van ser destruïts l'any 1584 per Jaume VI, mentre que les còpies -en francès o traduïdes a l'anglès- que encara es conserven no conformen un tot complet. Hi ha transcripcions impreses incompletes en anglès, escocès, francès i llatí des de la dècada de 1570. Altres documents examinats són el certificat de divorci de Bothwell i Jean Gordon. El comte de Moray havia enviat un missatger al setembre a Dunbar per obtenir una reproducció de les actes dels registres de la ciutat.
Els seus biògrafs -Antonia Fraser, Alison Weir i John Guy, entre d'altres- han arribat a la conclusió que probablement els documents eren falsificacions, que es van inserir passatges incriminatoris en cartes genuïnes o que les missives van ser escrites per Bothwell per una altra persona o per María a una altra persona. Guy va assenyalar que les cartes són inconnexes i que el llenguatge i la gramàtica francesa emprats en els sonets són massa rudimentaris per a algú amb l'educació que va tenir ella. Tot així, certes frases de les cartes -com versos en l'estil de Ronsard - i algunes característiques en la redacció serien compatibles amb els escrits coneguts de Maria.

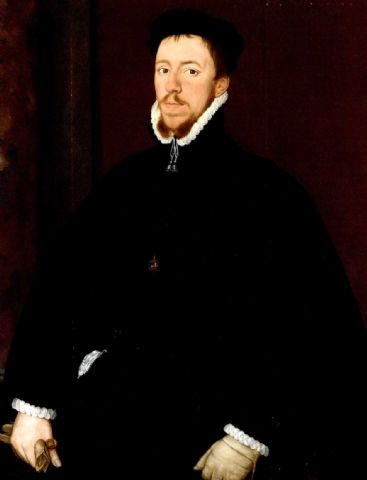
El duc de Norfolk fou el president de la comissió d'investigació de les «cartes del cofre». Posteriorment va ser executat per alta traïció contra la Corona.

Les «cartes del cofre» no van aparèixer públicament fins a la conferència de 1568, tot i que el consell privat escocès ja les havia vist el desembre de 1567. Maria va ser pressionada a abdicar i va estar captiva durant gairebé un any a Escòcia. Per assegurar la seva reclusió i forçar l'abdicació, els documents mai van arribar a fer-se públics. Wormald va considerar que aquesta reticència per part dels escocesos a mostrar les cartes i propiciar la seva destrucció l'any 1584 constitueix, independentment del seu contingut, una prova que contenien evidències reals contra la reina, mentre que Weir va argüir que demostren que els lords escocesos van necessitar temps per fabricar-les. Almenys alguns dels contemporanis de Maria que van llegir les cartes no tenien dubtes que eren autèntiques; entre ells hi havia el duc de Norfolk, qui en secret va conspirar per casar-se amb ella en el transcurs de la investigació, encara que després ho negaria quan Elisabet I va al·ludir als seus plans de matrimoni: «mai diria que es casaria amb una altra persona algú que ni tan sols està segur al seu coixí».
La majoria dels comissionats, després d'un estudi del contingut i una comparació de mostres de la cal·ligrafia de l'acusada, van reconèixer les cartes com genuïnes. Com possiblement hauria desitjat, Elisabet I va concloure la investigació amb un veredicte que no provava res ni contra els lords confederats ni contra la seva neboda. Per raons sobretot polítiques, no desitjava condemnar d'assassinat a Maria ni tampoc «absoldre-la», de manera que mai hi va haver cap intenció real de procedir per via judicial. A la fi, el comte de Moray va tornar a Escòcia com a regent, mentre la detinguda va romandre sota custòdia a Anglaterra. Elisabet I havia aconseguit sostenir al poder un govern protestant a Escòcia sense haver de condemnar ni alliberar la seva sobirana legítima. Segons l'opinió de Fraser, va ser un dels «judicis» més estranys en la història del dret anglès: es va concloure sense trobar culpable a cap de les parts, ja que una va tornar a Escòcia i l'altra va romandre presa.

### Conspiracions
Després de la indagació de York, el 26 de gener de 1569, Elisabet I va ordenar a Francis Knollys, espòs de Catherine Carey, que fes d'escorta a Maria al castell de Tutbury  i la posés sota custòdia de George Talbot, VI comte de Shrewsbury i la seva temuda dona, Bess de Hardwick, els qui van ser els seus guardians durant quinze anys i mig, excepte unes breus interrupcions. Elisabet I considerava que les reclamacions dinàstiques de la seva neboda eren una amenaça seriosa i per això la va confinar a les propietats de Shrewsbury, com Tutbury, el castell de Sheffield, la mansió Wingfield i Chatsworth House, ubicats a l'interior d'Anglaterra, a mig camí entre Escòcia i Londres i distants de la mar. A Maria se li va permetre tenir el seu propi personal domèstic -de voltant de setze servents -  i necessitava trenta carros per transportar les seves pertinences d'una residència a una altra. Les seves estances estaven decorades amb fins tapissos i catifes, així com el seu baldaquí en el qual tenia brodada la frase en francès En ma fin gît mon commencement («en el meu fi està el meu principi»).  En les residències vivia amb les comoditats d'una aristòcrata, excepte que només se li permetia sortir sota estricta supervisió. Va passar set estius a la ciutat balneària de Buxton i gran part del seu temps brodant. Al març, la seva salut es va deteriorar, probablement per porfíria o sedentarisme, i va començar a tenir forts dolors a la melsa, però el trasllat a una altra residència de Wingfield tampoc va millorar la situació. Al maig, mentre estava a Chatsworth House, la van atendre dos metges. En els anys 1580, va tenir un greu reumatisme en els seus membres que la feia coixejar.
El maig de 1569, Elisabet I va intentar intervenir en la restauració de la seva neboda a canvi de garanties per a la religió protestant, però una convenció celebrada a Perth va rebutjar el tracte rotundament. Maria va entaular en aquells dies una relació epistolar amb Thomas Howard, quart duc de Norfolk, l'únic duc anglès i cosí d'Elisabet I. Esperava poder casar-se amb «el meu Norfolk», com l'anomenava, i ser lliure, sense esmentar que confiava que obtindria l'aprovació real per al seu nou matrimoni. A més, el comte de Leicester li va enviar una carta informant-la que, si conservava la fe protestant a Escòcia i es casava amb Norfolk, els nobles anglesos la farien tornar al tron d'Escòcia i seria l'hereva legítima de la seva tieta a Anglaterra. En aquest punt, Norfolk i Maria es van comprometre i ell li va enviar un anell de diamants. Al setembre, Elisabet I va descobrir les negociacions secretes i, enfurismada, va fer que portessin al duc de Norfolk a la Torre de Londres, on va estar reclòs entre octubre de 1569 i agost de 1570, mentre que Maria va ser traslladada novament a Tutbury amb un nou carceller, Huntington. El maig de 1570 va ser novament portada a Chatsworth House, però en el mateix període el papa Pius V va promulgar la butlla Regnans in Excelsis («Regnant sobre les altures») que va excomunicar a la reina d'Anglaterra i va alliberar d'obediència als súbdits catòlics.

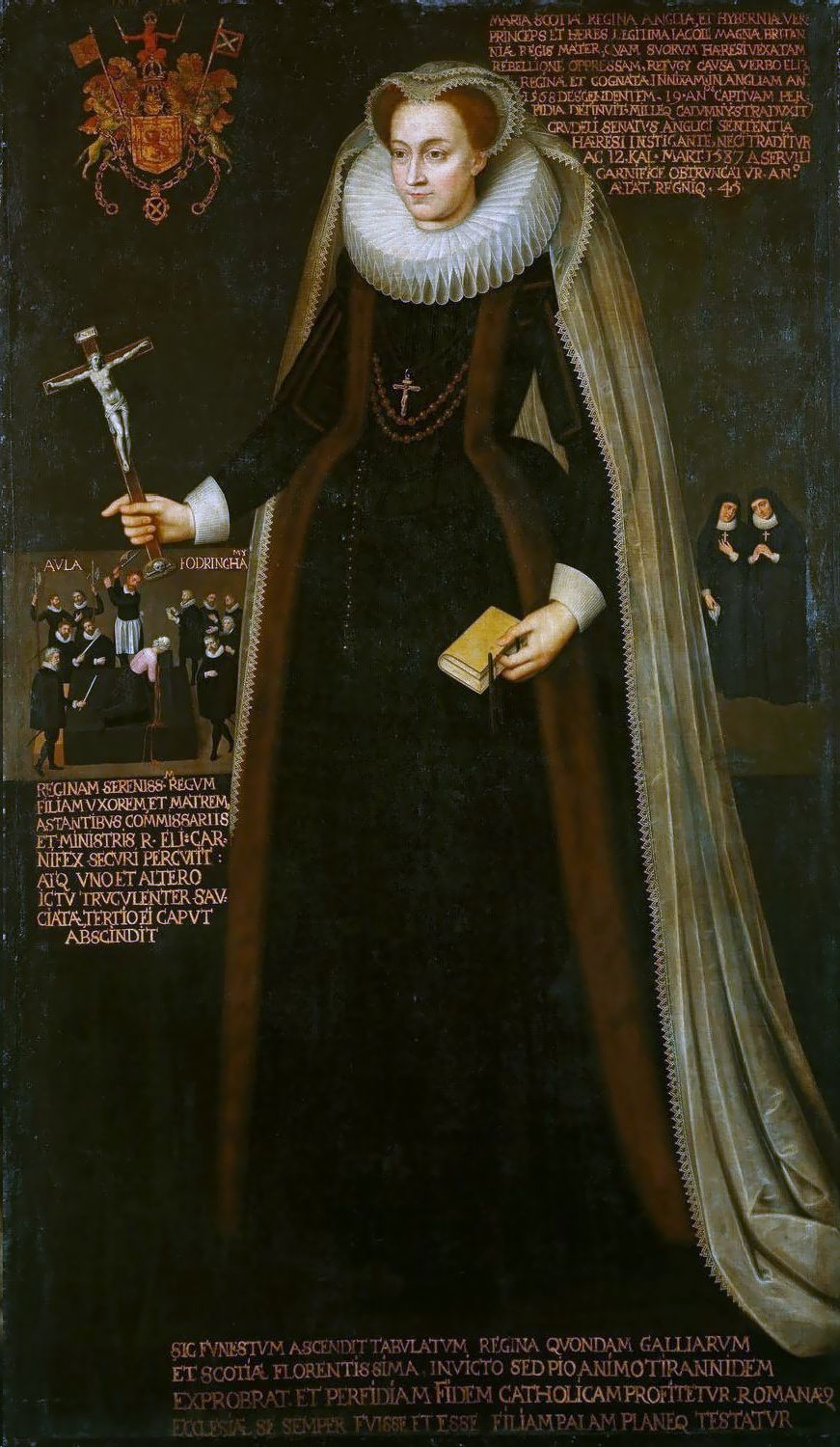
Maria en la seva captivitat a Anglaterra. Retrat anònim del.

Moray va ser assassinat el gener de 1570 i la seva mort va coincidir amb una rebel·lió al nord d'Anglaterra en la qual alguns senyors locals van organitzar un pla de fuga per alliberar Maria, encara que ella no va participar en ell perquè encara confiava en la possibilitat que la seva tieta, llavors rondant els quaranta anys, soltera i sense hereus, la fes hereva del tron.  Aquests aixecaments van convèncer a Elisabet I de què Maria era una amenaça. Tropes angleses van intervenir en la guerra civil escocesa i van consolidar el poder de les forces antimarianes. Els principals secretaris anglesos - Francis Walsingham i William Cecil, lord Burghley- van vigilar la detinguda acuradament amb l'ajuda d'espies instal·lats en el seu cercle proper. Cecil va visitar a Maria al castell de Sheffield i li va presentar una llarga sèrie d'articles que establirien l'aliança entre ella i la seva tieta. Els acords van incloure la ratificació del Tractat d'Edimburg, amb la relativa renúncia al tron anglès per part de Maria; a més, aquesta última no podria casar-se sense el consentiment de la seva tia. No obstant això, el resultat va ser en va i, a la primavera de 1571, Maria va expressar, en una carta al comte de Sussex, que tenia poca confiança en la resolució dels seus problemes.
L'agost de 1570, el duc de Norfolk va ser alliberat de la Torre i, poc després, va participar en una conspiració molt més perillosa que l'anterior. Un banquer italià, Roberto Ridolfi, va actuar com a intermediari entre el duc i Maria perquè tots dos es casessin amb el suport de potències estrangeres. De fet, en el pla, Fernando Álvarez de Toledo y Pimentel duc d'Alba envairia Anglaterra des dels Països Baixos Espanyols per provocar un aixecament dels catòlics anglesos, amb el qual Elisabet I seria capturada i Maria ascendiria al tron juntament amb el seu futur consort, qui probablement seria el governador dels Països Baixos i mig germà de Felip II d'Espanya, Joan d'Habsburg i Blomberg. Comptaven amb el suport del papa Gregori XIII, però ni Felip II ni el duc d'Alba tenien intencions d'assistir al duc i a més la rebel·lió a Anglaterra no estava garantida. Elisabet I, posada en alerta pel gran duc de Toscana, s'havia assabentat fàcilment dels plans de Ridolfi, va descobrir el complot i va fer arrestar els conspiradors. Norfolk, detingut el 7 de setembre de 1571, va ser jutjat al gener de 1572 i executat el 2 de juny del mateix any. Amb el suport de la reina, el Parlament va presentar un projecte de llei que impedia que Maria ascendís al tron anglès el 1572, tot i que Elisabet I es va negar inesperadament a donar el seu consentiment reial. Es van publicar les «cartes del cofre» a Londres per desacreditar la detinguda i van continuar les trames centrades en ella. Després de la conspiració de Throckmorton de 1583, Walsingham va presentar al Parlament els projectes del «Vincle d'Associació» (Bond of Association) i la Llei per a la Seguretat de la Reina, que castigava amb la mort a qualsevol que conspirase contra Elisabet I i impedia que un successor putatiu es beneficiés del seu assassinat. Donades les nombroses conjures en el seu nom, el «Vincle d'Associació» va resultar ser un precedent legal clau per a la posterior sentència de mort; no era legalment vinculant, però va ser signat per milers de persones, fins i tot la mateixa Maria.
L'any 1584, Maria va proposar una «associació» amb el seu fill Jaume VI i va anunciar que estava a punt per quedar-se a Anglaterra, que renunciaria a la butlla d'excomunió del romà pontífex i es retiraria de l'escena política, amb el que suposadament abandonaria les seves reclamacions sobre la Corona anglesa. Així mateix, es va oferir per participar en una lliga ofensiva contra França. Pel que fa a Escòcia, va proposar una amnistia general, va donar suport a la idea que Jaume VI havia de casar-se amb el consentiment d'Elisabet I i, també, que no hi hauria cap canvi en assumptes de religió. La seva única condició era la immediata flexibilització de les condicions del seu captiveri. Jaume VI va estar d'acord amb la idea per un temps, però després la va rebutjar i va signar un tractat d'aliança amb Elisabet I, amb el qual va abandonar a la seva mare. La reina anglesa també va refusar la «associació» perquè no confiava que la seva neboda cessés de conspirar contra ella durant les negociacions.

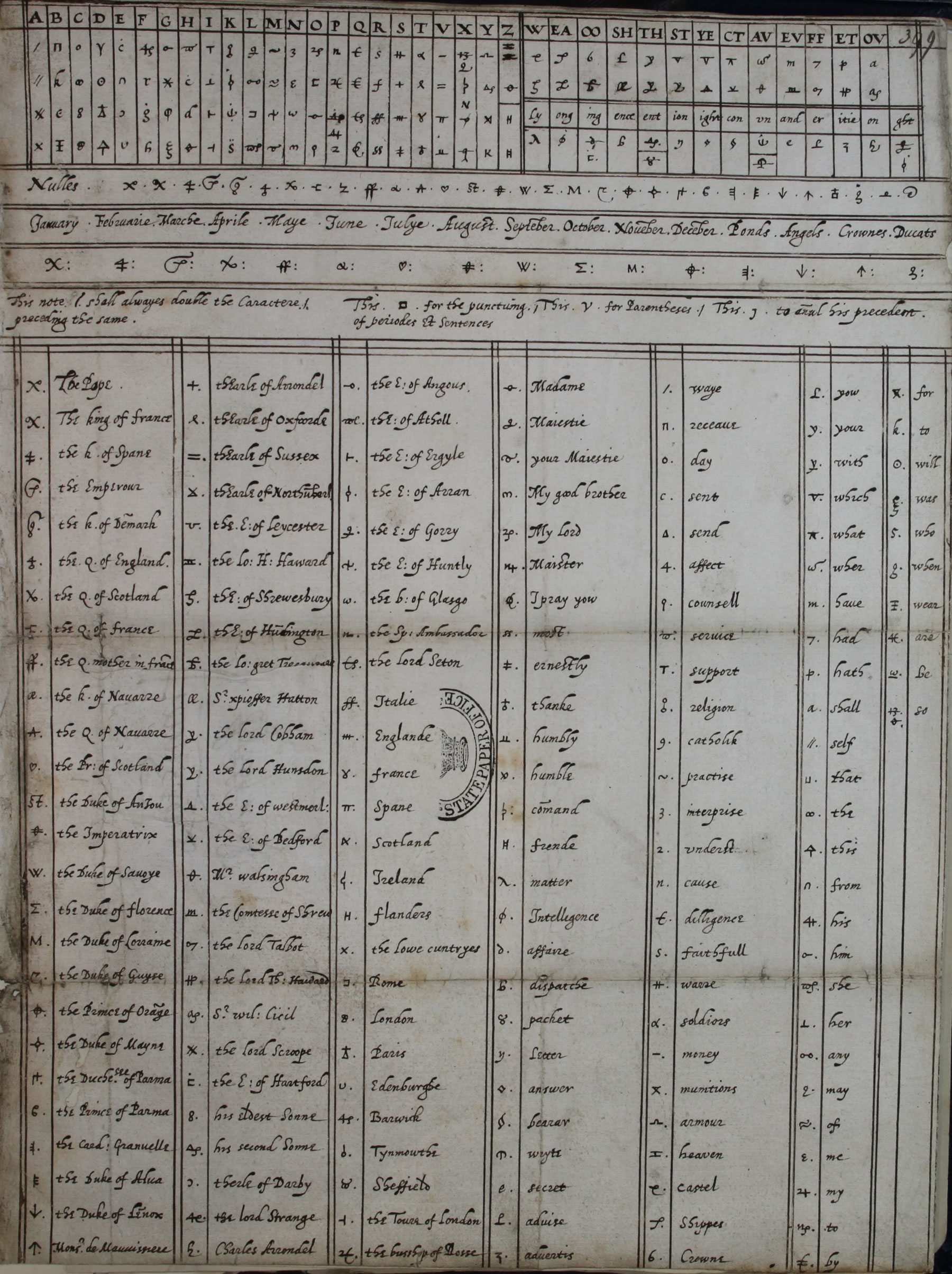
Taula de codis xifrats utilitzada per la secretària de Maria en la conspiració d'Anthony Babington.

Al febrer de 1585, l'espia gal·lès William Parry va ser condemnat a mort per conspirar en un intent d'assassinat d'Elisabet I, sense que Maria ho sabés, tot i que el seu propi agent Thomas Morgan estava implicat en la trama. Després d'això, es va ordir l'anomenada conspiració de Babington, el resultat de diverses confabulacions amb diferents propòsits, però que en realitat era un parany preparat per Francis Walsingham, el líder dels espies d'Elisabet I, i els nobles anglesos contra Maria, ja que consideraven inevitable l'execució de la «monstruosa dragona escocesa». Des d'abril de 1585, Maria estava confinada al castell de Tutbury, sota la custòdia d'Amias Paulet, un purità «immune a l'encant» de la reina destronada i que, a diferència de Knollys i Shrewsbury, la trobava molesta i va fer el possible per endurir les condicions del seu aïllament. Paulet llegia totes les cartes de Maria i també li impedia enviar secretament a través de les bugaderes; a més, no tolerava que donés caritat als pobres, perquè creia que era una forma de congraciar-se amb el poble local. Va arribar al punt de voler cremar-li un paquet que contenia «immundícia abominable», a saber, rosaris i teles de seda amb la inscripció Agnus Dei  («Anyell de Déu»). A causa que Maria no tolerava l'ambient malsà de Tutbury, van decidir traslladar-la a una mansió pairal envoltada d'un fossat a Chartley, residència del comte d'Essex, on va arribar per Nadal .
Gilbert Gifford, un missatger involucrat en el pla per alliberar Maria, al seu retorn de França, va ser capturat per Walsingham i el va convèncer perquè treballés per a ell: una vegada que Paulet va ser informat, Gifford va poder contactar a Maria, qui no havia rebut cartes des de l'any passat, i li va posar al corrent d'una forma de contactar amb els seus corresponsals francesos, sense que Paulet s'assabentés. Maria dictava les seves cartes a la seva secretària, qui les codificava, les embolicava en una bossa de cuir i les inseria en els taps de barrils de cervesa que proveïen regularment al palau. Les cartes arribaven a mans de Gifford a la propera Burton i les lliurava a Paulet, qui les desxifrava i les enviava a Londres amb Walsingham. Un cop copiades, Gifford les lliurava a l'ambaixador francès, que les portava amb ell a Thomas Morgan, corresponsal de Maria a París.
D'aquesta manera, la falsa conspiració de Gifford per alliberar Maria es va trobar amb un complot real d'uns joves cavallers anglesos catòlics. El líder d'aquest grup, que veia la reina escocesa com una màrtir, era Anthony Babington: el seu pla era matar Elisabet I i col·locar a Maria en el tron. Babington, qui havia tingut contacte amb Morgan en el passat, sense saber-ho havia caigut en el parany de Walsingham. Maria, al no prestar tanta atenció a les intrigues de la noblesa local, se sentia fora de perill amb Babington i Morgan; per això, va entrar en correspondència amb Babington, qui el 14 de juliol li va enviar el pla de fuga i regicidi d'Elisabet I. Walsingham, amb la carta de Babington ja desxifrada, esperava la resposta de Maria, que faria servir per acusar-la de alta traïció. Maria, confosa i indecisa sobre què fer, va demanar opinió a la seva secretària, qui li va aconsellar que abandonés aquests plans, com sempre feia. A la fin, Maria va decidir respondre i, el 17 de juliol, va escriure una carta en què detallava les condicions del seu alliberament, però no va donar resposta al pla d'assassinat de la seva tia. D'aquesta forma, la seva complicitat no era clara, raó per la qual Phelippes, el desxifrador de Walsingham, va afegir una postdata relativa a l'intent de regicidi. Dos dies després de l'enviament, la missiva estava en mans de Walsingham i Phelippes i, el 29 de juliol, va arribar a Babington, que va ser detingut el 14 d'agost i portat a la Torre de Londres, on va confessar tot.

### Judici

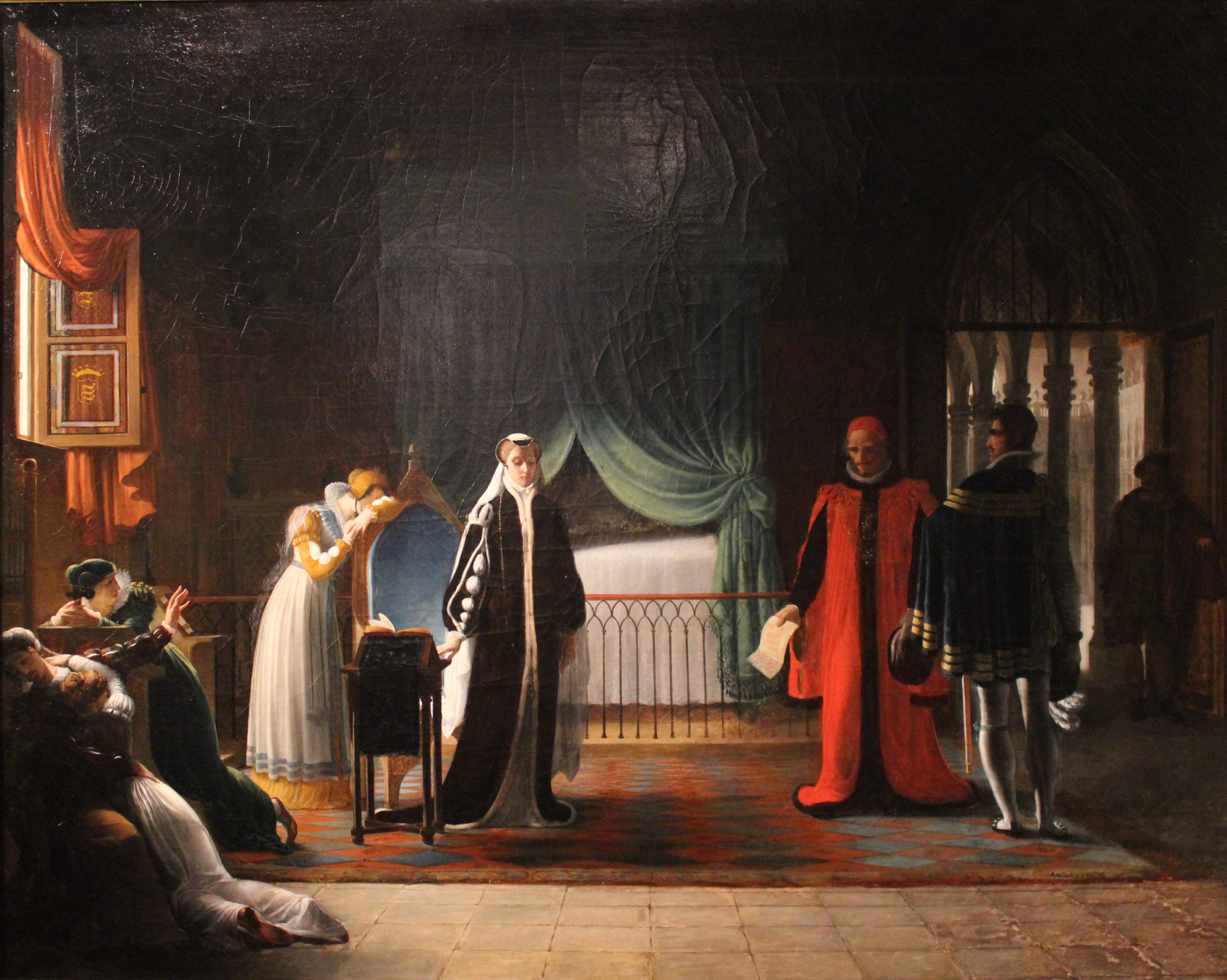
Marie Stuart, reina d'Escòcia, rep la sentència de mort recentment ratificada pel Parlament (1809), per Jean-Baptiste Vermay.

Un cop descoberts, els conspiradors van ser torturats, jutjats sumàriament i esquarterats. L'11 d'agost de 1586, Maria va ser arrestada mentre cavalcava i portada a la porta d'entrada de Tixall. Amb les missives interceptades des Chartley, els captors estaven convençuts que Maria havia ordenat l'intent d'assassinat de la seva tia. Sempre sota custòdia de Paulet, va ser traslladada al castell de Fotheringhay en un viatge de quatre dies, que va finalitzar el 25 de setembre. Als juristes els va resultar difícil organitzar el procés, ja que un sobirà estranger no podia ser jutjat i, en aquest cas, hauria de ser enviat a l'exili; van buscar antecedents d'altres monarques processats en un tribunal, però els resultats van ser poc concloents: el desconegut Gaietà - tetrarca de l'època de Juli Cèsar -, Licini I - cunyat de Constantí I el Gran -, Conradí de Sicília i Joana I de Nàpols. Tampoc comptaven amb suficients instruments legals: de fet, en aquest moment, la llei disposava que un acusat fos jutjat pels seus parells i estava clar que cap dels més alts lords anglesos era com la reina escocesa; a més, la mateixa Elisabet I no podia jutjar-la. A la fi, els juristes es van basar en el fet que el «crim» havia passat a Anglaterra i, amb aquest argument, van poder procedir i establir un tribunal format pels nobles anglesos més importants.
A l'octubre es va crear el tribunal de trenta-sis nobles,  Entre ells Cecil, Shrewsbury i Walsingham, per jutjar a Maria pel delicte d'alta traïció, d'acord amb la Llei per a la Seguretat de la Reina. enardida, va negar els càrrecs i, al principi, va refusar sotmetre's al procés. Davant els ambaixadors anglesos que la van citar l'11 d'octubre, va dir: «Com és que la vostra senyora no sap que vaig néixer reina? Creieu que denigraré la meva posició, el meu estatus, la família de la qual vinc, el nen que em succeirà, els reis i prínceps estrangers els drets són trepitjats en la meva persona, en acceptar tal requeriment? No! Mai! Per més tort que sembli, el meu cor és ferm i no patirà cap humiliació». L'endemà, va rebre la visita d'una delegació de comissionats, entre ells Thomas Bromley, qui li va dir que, encara que protestés, era una súbdita anglesa i estava subjecta a les lleis d'Anglaterra i, per tant, havia de presentar-se a l'opinió, perquè, en cas contrari, seria condemnada in absentia. Maria es va estremir, va plorar i va rebatre el tracte de súbdita anglesa i que hauria preferit «morir mil vegades» abans que reconèixer-se com a tal,, ja que estaria negant el dret diví dels reis i admetent la supremacia de les lleis angleses també des del punt de vista religiós.  Finalment els va dir: «mireu les vostres consciències i recordeu que el teatre mundial és més ampli que el regne d'Anglaterra».
Conscient que irremeiablement seria condemnada a mort, va capitular el 14 d'octubre i en les seves cartes va comparar el procés amb passatges de la Passió de Crist. En el judici va protestar perquè li van negar la revisió de l'evidència, li van prendre els seus documents i li van impedir l'accés a un advocat, i va al·legar que, a l'ésser una reina ungida estrangera «consagrada per Déu», mai havia estat una súbdita anglesa i, per tant, no podia ser condemnada per traïció. Després del primer dia del judici, cansada i afligida, va dir als seus servents que se sentia com Jesús enfront dels fariseus que cridaven «Fora! Fora! Crucifica'l! » (Cf. Joan 19: 15). A la fi del judici, va pronunciar davant els seus jutges: «els meus senyors i cavallers, poso el meu cas en mans de Déu».

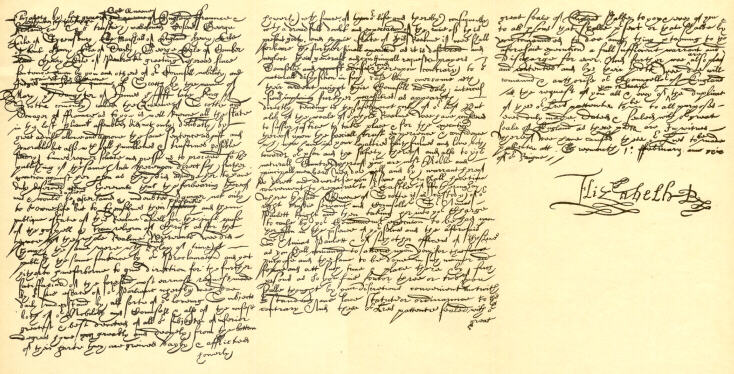
Sentència de mort de Maria signada per Elisabet I

Va ser declarada culpable el 25 d'octubre i sentenciada a mort gairebé per unanimitat, excepte per un comissionat, Edward la Zouche, XI baró de Zouche, que va expressar certa dissidència. No obstant això, Elisabet I va titubejar en el moment de signar l'execució, fins i tot amb el Parlament anglès pressionant per complir la sentència, a causa que estava preocupava que l'assassinat d'una reina estrangera fos un precedent infame i temia les conseqüències, sobretot si, en venjança, Jaume VI d'Escòcia, el fill de la condemnada, organitzés una aliança amb les potències catòliques per envair Anglaterra. Com que no suportava tanta responsabilitat, Elisabet I va preguntar a Paulet, l'últim custodi de la seva neboda, si podria idear una manera clandestina d'«escurçar la vida» de Maria per evitar les conseqüències d'una execució formal, però ell va rebutjar fer-ho perquè no faria «un naufragi de la meva consciència o deixaria una taca tan gran en la meva humil descendència». L'1 de febrer de 1587, Elisabet I va signar la sentència de mort i la va confiar a William Davison, un conseller privat.  el 3 de febrer, deu membres de consell privat d'Anglaterra -convocats per Cecil sense el coneixement de la reina- van decidir complir immediatament amb la sentència.

### Execució

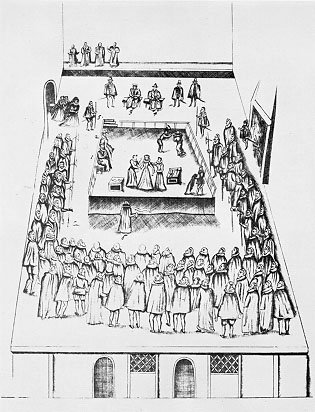
L'escena de l'execució dibuixada pel testimoni Robert Beale.

A Fotheringhay, la nit del 7 de febrer de 1587, van comunicar a Maria la seva execució l'endemà. Va passar les últimes hores de la seva vida resant, repartint les seves pertinences entre el seu cercle proper i escrivint el seu testament i una carta adreçada al rei de França. Mentrestant, es va erigir el cadafal en el gran saló del castell, de dos peus (0.6 m) d'altura i cobert amb mantells negres. Tenia dos o tres graons i estava moblat amb el tall, un coixí perquè s'agenollés-tres banquetes, per a ella i els comtes de Shrewsbury i els comtes de Kent, qui van estar presents durant l'execució. El botxí Bull i el seu ajudant van postrar-se davant ella i li van demanar perdó, ja que era habitual que ho fessin davant els sentenciats a mort; ella va respondre: «us perdono amb tot el meu cor, perquè ara, espero, donareu fi a tots els meus problemes». Les seves serventes -Jane Kennedy i Elizabeth Curle- i els botxins la van ajudar a treure's les peces externes, que van revelar un 'jupon de vellut i un parell de mànigues marró carmesí, el color de la passió dels màrtirs catòlics, especialment triat per ella perquè volia morir com una màrtir catòlica davant els protestants anglesos, amb un cosset negre setinat i ornaments negres. Quan es va despullar, va somriure i va dir que «mai ningú [m'havia] preparat així ... Ni mai [m'havia] tret la roba acompanyada». Kennedy li va cobrir els ulls amb un vel blanc brodat en or. Maria es va agenollar sobre el coixí davant del tall, va col·locar el seu cap sobre i va estendre els braços. Les seves últimes paraules van ser: In manus tuas, Domine, commendo Spiritum meum («A les teves mans, oh Senyor, encomano el meu esperit»;  Cf. Lucas 23:46).

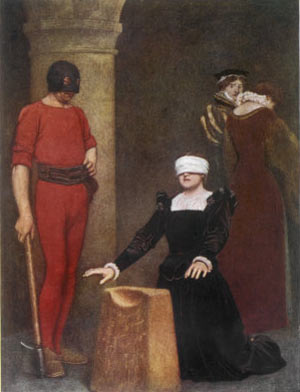
Maria, reina d'Escòcia, a punt de ser executada a Fotheringay (1916), per James D. Linton.

El botxí no la va decapitar d'un tall. El primer va fregar el coll i va caure sobre la part posterior del seu cap, mentre el segon cop va tallar el coll, excepte alguns tendons, que el botxí va retallar usant la destral. Després, va aixecar el cap i va declarar: «Déu salvi la reina» (God save the Queen). En aquest moment, els rínxols castanys van resultar ser una perruca i el cap va caure a terra, i va evidenciar que tenia cabells blancs i molt curt.  El nebot de Cecil, present en l'execució, ha informat al seu oncle que els «llavis es agitar cap amunt i avall un quart d'hora després que van tallar el cap» i que un gos petit, propietat de la reina, va sortir del seu amagatall entre les faldilles, encara que el testimoni presencial Emanuel Tomascon no va incloure aquests detalls en el seu «informe exhaustiu». els articles que ella suposadament va utilitzar o portar en la seva execució són de dubtosa procedència; els relats contemporanis afirmen que la seva roba, el tall i tot el que va tocar la seva sang van ser incinerats a la xemeneia del gran saló per impedir als caçadors de relíquies.
Quan Elisabet I va saber el que havia passat, es va indignar i va afirmar que Davison havia desobeït les seves instruccions de no desvincular-se de l'ordre i que el consell privat havia actuat sense la seva autorització. Les vacil·lacions de la reina anglesa i les seves disposicions deliberadament vagues suggereixen una negació plausible per tractar de no involucrar-se directament amb l'execució de la seva neboda. Davison va ser arrestat, reclòs a la Torre de Londres i declarat culpable de conducta negligent, encara que va ser alliberat dinou mesos després que Cecil i Walsingham intercedissin en nom seu.
La petició de Maria de ser enterrada a França va ser rebutjada per Elisabet I. El seu cos va ser embalsamat i col·locat en un taüt de plom protegit fins al seu enterrament, en una cerimònia protestant, a la catedral de Peterborough a la fi de juliol de 1587. Les seves entranyes, extretes com a part del procés d'embalsamament, van ser enterrades en secret dins el castell de Fotheringhay. El seu cos va ser exhumat el 1612 per ordre del seu fill (Jaume I a Anglaterra) per a la seva inhumació a l'abadia de Westminster, en una capella davant de la tomba d'Elisabet I. L'any 1867 es va obrir la tomba en un intent de determinar el lloc de descans del mateix rei Jaume I, qui va ser trobat amb Enric VII, però molts dels seus altres descendents com - Elisabet de Bohèmia, el príncep Rupert del Rhin i els fills d'Anna de la Gran Bretanya - estaven enterrats a la cripta de Maria.

## Llegat

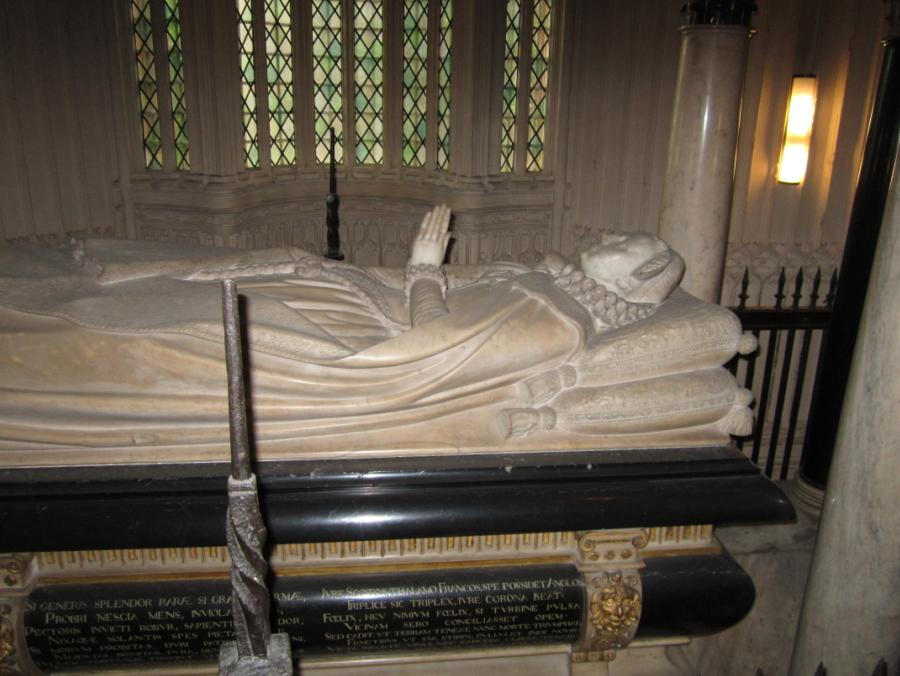
Efígie de la seva tomba a l'abadia de Westminster.

Les opinions al segle XVI es dividien entre reformadors protestants -com George Buchanan i John Knox -, que la vilipendiaven sense pietat, i apologistes catòlics -com Adam Blackwood-, que la van lloar, van defensar i van elogiar. Després de la coronació del seu fill a Anglaterra, l'historiador William Camden va redactar una biografia autoritzada i basada en documents originals, en què va condemnar les valoracions de Buchanan com superxeries i «va emfatitzar en les males fortunes de Maria en lloc de la seva personalitat maligna». Les interpretacions divergents van persistir en el segle XVIII: William Robertson i David Hume van argumentar que les «cartes del cofre» eren veritables i que Maria era culpable d'adulteri i assassinat, mentre que William Tytler opinava el contrari. A la segona meitat del segle xx, l'obra Mary Queen of Scots  d'Antonia Fraser va ser catalogada per Wormald com el treball «més objectiu [... i] lliure dels excessos d'adulació o atacs» que havien caracteritzat a les biografies antigues; els seus contemporanis Gordon Donaldson i Ian B. Cowan també van produir treballs amb redacció neutral. Jenny Wormald va concloure que la vida de Maria va ser un fracàs tràgic perquè no va poder fer res davant les denúncies que li van imputar; la seva opinió dissident contrastava amb una tradició historiogràfica posterior a Fraser en la qual la reina escocesa era vista com un peó en mans de nobles confabuladores.
No hi ha proves concretes de la seva complicitat en l'assassinat de Darnley o d'una conspiració amb Bothwell; tals acusacions es van basar en suposicions, de manera que la biografia de Buchanan ha estat desacreditada com una «fantasia gairebé plena». El coratge de Maria en la seva execució va ajudar a establir la seva imatge popular com la víctima heroica de les tragèdies dramàtiques.